# 牧野結美
牧野 結美（まきの ゆみ、1990年1月18日 - ）は、日本の元フリーアナウンサーで、元静岡朝日テレビ（SATV）アナウンサー。

## 人物
大阪府出身。血液型はB型。大阪桐蔭高校を経て、同志社大学政策学部を卒業。大阪桐蔭高校時代の同級生にプロ野球選手の中田翔がいた。
同志社大学時代は太田肇ゼミに学び、同志社学生放送局、フラダンスのサークルに所属していた。在学中よりウェザーニューズ『おは天』や日本テレビ系『恋のから騒ぎ』（17期生）に出演。
イタリア料理店のホール、家庭教師、塾講師、髙島屋の試食販売、ユニバーサル・スタジオ・ジャパンのアトラクションのオペレーターと複数のアルバイト経験がある。
尊敬する人、目標とする人として高島彩を挙げている。
趣味は前述のフラダンスと中学生時の部活であったテニス。特技は浜田ブリトニーのものまね。
2012年4月、静岡朝日テレビに入社。同期入社には柘植瑞季。静岡朝日テレビの先輩である森直美は、同志社大学政策学部の同窓でミスキャンパス同志社出場、『恋のから騒ぎ』出演という共通点がある。
2015年1月2日放送のテレビ朝日系バラエティ番組「ご当地グルメ探偵団5」では、静岡県の洋菓子店「パティスリー・ナチュレ ナチュール」(2016年6月閉店)のオーナー吉田守秀を取材した。
2015年2月28日をもって静岡朝日テレビを退職し、フリーアナウンサーとして東京へ進出、同年3月30日からフジテレビ『めざましテレビ アクア』のメインキャスターを担当。1年後の2016年4月1日に同番組のメインキャスターを降板した。
2016年10月9日から約1年間、セントフォースの後輩である柴田を指導するためにAbemaTV『柴田阿弥の金曜The NIGHT』に出演。同じアシスタントMCの小菅晴香とは同い年で就職活動をしていた頃から交友があり初共演となった。
2017年9月30日、『ちょこっとやってまーす!』（MBSラジオ）において、全番組降板および事務所との契約終了を発表。事実上の芸能界引退を表明。今後は「一般企業への就職も選択肢の一つ」と話した。同年11月にサイバーエージェントに入社。系列のゲームアプリ会社「アプリボット」への出向を経て、サイバーエージェントの広報職に就いている。2019年9月に一般男性と結婚。
2021年4月に自身のYouTubeチャンネルを開設。

## アナウンサー時代の出演番組

### テレビ
- めざましテレビ（フジテレビ） - 「MORE SEVEN」リポーター（不定期で2016年4月 - 2016年9月）、「めざましエンタNOW」コーナー司会（2015年4月1日 - 2016年4月1日、水・木・金曜日）
- めざましテレビ アクア（フジテレビ、2015年3月30日 - 2016年4月1日） - メインキャスター
- じっくり聞いタロウ〜スター近況（秘）報告〜（テレビ東京系）MC（2016年7月8日 -　2017年3月30日）
- 柴田阿弥の金曜The NIGHT（2016年10月9日 - 2017年9月29日、AbemaTV）第1週アシスタントMC
- TOKYO MX NEWS（2017年4月3日 - 2017年9月29日、TOKYO MX）気象キャスター

### ラジオ
- ちょこっとやってまーす!（2017年4月8日 - 2017年9月30日、MBSラジオ）レギュラーパーソナリティ

### 静岡朝日テレビ在籍時の出演番組
- 中部縦断 長野・静岡・新潟 ウドちゃん ともえの食のつながり紀行（2012年9月1日） - テレビ朝日系列中部ブロック3局共同制作
- クイズ!静岡&沖縄 ご当地グルメ争奪戦（2012年12月22日） - 琉球朝日放送との共同制作
- たけしの富士山大研究 大噴火20XX（2013年9月22日） - テレビ朝日系列24局ネット
- 朝だ!生です旅サラダ（ABC） - 中継リポーター（2013年11月30日、2014年11月29日）
- ご当地グルメ探偵団4〜怪人ゴリ面相の晩餐会〜（2014年1月2日） - テレビ朝日系中部ブロックネット
- パネルクイズ アタック25（2014年1月5日） - ANN系列女性アナウンサー大会
- たまごちゃん - MC（2014年10月1日 - 2015年2月28日）
- 大人の隠れ家 - 進行・聞き手（2014年10月6日 - 2015年3月16日）[注釈 1]
- ご当地グルメ探偵団5〜豪華絢爛!怪人ゴリ面相の宴〜（2015年1月2日） - テレビ朝日系中部ブロックネット
- 絶景!山歩き〜憧れの南アルプス〜（2015年1月4日）
- とびっきり!しずおか - リポーター[2]、天気予報
- ANNあさひテレビニュース - 県内ニュース[2]